# Vås, Hälsingland
Vås är en sjö i Ljusdals kommun i Hälsingland och ingår i Ljusnans huvudavrinningsområde. Sjön är 12,2 meter djup, har en yta på 0,624 kvadratkilometer och befinner sig 381,1 meter över havet. Sjön avvattnas av vattendraget Våsbäcken som tillhör Vinnfarsåns och Rösteåns avrinningsområde.

## Delavrinningsområde
Vås ingår i det delavrinningsområde (683703-150399) som SMHI kallar för Inloppet i Vinnfar. Medelhöjden är 400 meter över havet och ytan är 21,4 kvadratkilometer. Det finns inga avrinningsområden uppströms utan avrinningsområdet är högsta punkten. Rösteån (Vinnfarsån) som avvattnar avrinningsområdet har biflödesordning 2, vilket innebär att vattnet flödar genom totalt 2 vattendrag innan det når havet efter 104 kilometer. Avrinningsområdet består mestadels av skog (72 procent). Avrinningsområdet har 1,13 kvadratkilometer vattenytor vilket ger det en sjöprocent på 5,3 procent.